# Seznam vedlejších postav seriálu Hvězdná brána (pozemšťané)
Toto je seznam vedlejších postav z Země v sci-fi seriálu Hvězdná brána.

## Personál SGC

### Janet Fraiserová
Major Janet Fraiserová je hlavní doktorka v SGC (hraje ji Teryl Rothery). jejím úkolem je starat se o zdraví SG týmů, stejně jako personálu SGC a základny. Při mnoha příležitostech se také musela starat o zdraví mimozemských uprchlíků, včetně goa'uldských symbiontů. Poprvé se objevila v 5. epizodě 1. série Mezi světlem a tmou. V 15. epizodě Singularita adoptuje Cassandru. V 17. epizodě 7. série Hrdinové je Fraiserová smrtelně zraněna. V 9. sérii se ještě objevila v epizodě Rezonanční efekt, ve které přišla z alternativní reality jako stálý člen týmu SG-1.

### Sylvester „Sly“ Siler
Sylvester „Sly“ Siler je technikem a inženýrem SGC. kterého ztvárnil herec Dan Shea. Poprvé se objevil v epizodě Osamění. Objevuje se i v dalších epizodách seriálu až do 10. série avšak jen v krátkých scénách, například v epizodě Hadova píseň ochlazuje iris tekutým dusíkem, když je hvězdná brána bombardována Sokarem nebo v epizodě Časová smyčka se opakovaně sráží s Danielem Jacksonem na chodbě v SGC.

### Walter Harriman
Seržant Walter Harriman je technik SGC, kterého ztvárnil herec Gary Jones. Jeho jméno bylo zdrojem zmatku pro mnoho fanoušků seriálu Hvězdná brána. Původně byl prostě „Technik“ nebo „Seržant“. Některý ze scenáristů mu dal jméno „Norman Davis“, které měl i na jmenovce uniformy, ale nikdy nebylo použito v dialogu. V epizodě „Rok 2010“ se o něm Jack O'Neill zmiňuje jako o „Walterovi“. Později, v osmé sérii seriálu, je postava pojmenována jako „seržant Harriman“, z čehož vyplývá jméno „Walter Harriman“. Poprvé však své jméno vyslovil až v epizodě Domov seriálu Hvězdná brána: Atlantida.

### Ostatní postavy SGC
Major Charles Kawalsky, kterého ztvárnil herec John Diehl ve filmu a Jay Acovone v seriálu, byl dlouholetý kamarád Jacka O'Neilla a sloužili spolu na mnoha misích. V roce 1982, když byli oba pod velením plukovníka Michaelse, sloužili spolu na operaci East Fly, neúspěšné misi k získání ruského agenta z východního Německa. Jako poručík Kawalsky sloužil pod velením plukovníka O'Neilla během původní mise na Abydos ve filmu Hvězdná brána a opět při misi na Abydos v epizodě Děti bohů. Bylo mu svěřeno velení nově vytvořeného týmu SG-2 pro misi na Chulak, ale během bitvy na planetě se stal hostitelem Goa'ulda. Chirurgické odstranění symbiota bylo neúspěšné a Kawalsky zemřel, když se Goa'uld pokusil o útěk skrz hvězdnou bránu a byl zachycen Teal'cem v horizontu událostí, když byla brána odpojena.
 Major Luis Ferretti, kterého ztvárnil herec French Stewart ve filmu a Brent Stait v seriálu, byl součástí původní mise na Abydos ve filmu Hvězdná brána, stejně jako mise v epizodě Děti bohů, při níž byl těžce zraněn v přestřelce s Apophisovými Jaffy. I přes své zranění identifikoval symboly, které Apophis zadal na DHD, když opouštěl planetu Abydos. To vedlo SG-1 na první misi na Chulak. Ferretti se zotavil ze svých zranění a převzal velení týmu SG-2 po smrti majora Kawalskyho.
 Dr. Bill Lee je civilní vědec a inženýr SGC, kterého ztvárnil herec Bill Dow. Většinou pracuje v laboratořích základny, ale prováděl i terénní výzkum, ať už na Zemi nebo mimo Zemi. Jeho hlavním zaměřením v SGC je výzkum mimozemských technologií. Bohužel, v několika případech se experimenty Dr. Leeho často nevydařily a jejich výsledky u nadřízených budily spíše rozpaky než nadšení. Přesto je Dr. Lee často určován vedoucím důležitých projektů SGC.
 Dr. Robert Rothman je vědec, který před nástupem do SGC byl výzkumným asistentem Dr. Daniela Jacksona. Postavu ztvárnil herec Jason Schombing. Ačkoli studoval stejnou školu jako Dr. Daniel Jackson, je více skeptický k mimořádným vysvětlením vědeckých problémů SGC. Přesto, že byl ve škole mistr v desetiboji, má Rothman často tendenci zpomalovat ostatní.
 Plukovník Dr. James MacKenzie – je psychiatr, kterého ztvárnil herec Eric Schneider. Byl poradcem v SGC. Byl právě ve službě, když Apophis napadl SGC (epizoda Děti bohů). Když měl tým SG-1 vymytý mozek a mysleli si, že Dr. Daniel Jackson zemřel na planetě Oannes, použil hypnózu, aby odhalil pravdu ze vzpomínek Samanthy Carterové (epizoda Oheň a voda).
 Dr. William Warner je chirurgem USAF, kterého ztvárnil herec Kevin McNulty. Dr. Warner pokoušel se odstranit Goa'ulda, kterého měl v těle major Charles Kawalsky. Operace se zdála být úspěšná, ale ukázalo se, že ta část, která byla odstraněna, je jen mrtvá slupka (epizoda Nepřítel je uvnitř).
 Plukovník Čechov je důstojníkem ruské armády, kterého ztvárnil herec Garry Chalk. Poté, co se asgardská loď Biliskner zřítila do Tichého oceánu s Hvězdnou bránou na palubě, byla hvězdná brána vrácena Rusy z krátkého tajného programu zřízeného na Sibiři. Více než o rok později byl Čechov jako zástupce Ruska přiřazen do SGC.
 Plukovník Robert Makepeace je plukovníkem USMC, kterého ztvárnil herec Steve Makaj. Byl velitelem týmu SG-3. Makepeace byl Jackem O'Neillem odhalen jako dvojitý agent skupiny NID pod velením plukovníka Harryho Maybourna, která kradla a shromažďovala nové technologie z cizích světů. Makepeace byl zatčen a obviněn z velezrady proti Spojeným státům a jejich spojencům.
 Plukovník Albert Reynolds je plukovníkem USAF, kterého ztvárnil herec Eric Breker. Stal se velitelem týmu SG-3 po zradě plukovníka Roberta Makepeace. V epizodě Svatý kámen byl tehdy major Reynolds členem NID, který pracoval v Oblasti 51.
 Major Michael Griff, kterého ztvárnil herec Russell Ferrier byl členem týmu SG-2 a později se stal jeho velitelem. Jako kapitán doprovázel tým SG-1 při hledání týmu SG-11 a Dr. Daniela Jacksona na P3X-888, v průběhu mise byl zraněn výstřelem z tyčové zbraně od goa'ulda v těle Dr. Roberta Rothmana, ale uzdravil se.
 Poručík Graham Simmons, kterého ztvárnil herec Tobias Mehler, pracoval jako technický expert v SGC. Objevil se například v epizodě Zpráva v láhvi, kde pomáhá Carterové zkoumat cizí artefakt a byl infikován mimozemským tvorem.
 MUDr. Carolyn Lamová je hlavní lékařkou SGC, kterou ztvárnila herečka Lexa Doig. Nastoupila do SGC po smrti doktorky Janet Fraiserové. Carolyn je dcerou velitele základny generála Landryho a jeho ex-manželky Kim Lam. Poprvé se objevila v epizodě Avalon, část 2., ve které sledovala zdravotní stav Dr. Daniela Jacksona a Valy Mal Doran, když aktivovali komunikačního zařízení.

## Postavy NID

### Malcom Barrett
Agent Malcom Barrett je agent organizace NID, kterého ztvárnil herec Peter Flemming. Barrett se poprvé setkal SG-1, když major Samantha Carterová a Dr. Daniel Jackson hledali ostatní členy Martinových lidí (epizoda Seriál Červí díra). Po zdánlivém atentátu na senátora Roberta Kinseyho plukovníkem Jackem O'Neillem, byl Barrett povolán do Bílého domu a dostal zvláštní úkol: Vypátrat stínové skupiny, které pracují nepoctivě za zády NID a přivést je před soud. Zjistí, že nepoctiví agenti NID pracují pro skupinu mocných podnikatelů, kteří chtějí najít komerční využití technologií přinesených z jiných světů hvězdnou bránou.

### Robert Kinsey
Senátor Robert Kinsey je senátor USA, kterého ztvárnil herec Ronny Cox. Je nepřítelem programu hvězdné brány. Kinsey byl senátorem za stát Indiana a předseda senátní rozpočtové komise, která ovládá rozpočet programu hvězdné brány. Úspěšně argumentoval, že program by měl být vypnut pro kolosální plýtvání penězi a ohrožení Země. Trval na tom, že americká armáda dokáže s pomocí Boží porazit Goa'uldy (epizoda Politika).

### Harry Maybourne
Plukovník Harry Maybourne je důstojník USAF, kterého ztvárnil herec Tom McBeath. Pracoval v oblasti 51, později pak v NID. Dohlížel také na převoz druhé Hvězdné brány z Antarktidy. Tuto bránu pak nahradil maketou a vytvořil vlastní tým, který měl za úkol získávat mimozemské technologie. Po zapletení do spolupráce s Rusy, byl zatčen a odsouzen za vlastizradu. O'Neill jej poté z vězení dostal výměnou za informace.

### Frank Simmons
Plukovník Frank Simmons – je důstojník organizace NID, kterého ztvárnil herec John de Lancie. Jeho osobní složka je přísně tajná, ale z toho co je známo je, že byl naverbován plukovníkem Haroldem Maybournem. Vyšetřoval několik záležitosti souvisejících s programem hvězdné brány, zejména jeho vlajkového týmu SG-1 (epizoda Pátý člen). V epizodě 48 hodin, byl Simmons zatčen a odsouzen za velezradu. V epizodě Prométheus se stal hostitelem goa'ulda a když plukovník Jack O'Neill otevřel přechodovou komoru, tak byl Simmons vypuštěn do vesmírného prostoru a zemřel.

## Posádky pozemských vesmírných lodí
Major Kevin Marks je major USAF a vyšší důstojník na palubách několika pozemských vesmírných lodí, včetně Prométheus, Odyssey, Apollo, Daedalus a George Hammond. Poprvé se objevil v epizodě Avalon.
 Major Erin Gantová je major USAF sloužící na palubě pozemské vesmírné lodi Prométheus pod velením plukovníka Williama Ronsona. Její stanoviště je napravo od velitelského křesla na můstku lodi. Gantová byla přítomna průběhu prvního testu lodi Prometheus poháněného pomocí nového naquadriového hyperpohonu. Ronson jí dal značnou odpovědnost za lodní systémy a personál. Poté, co hyperpohon byl poškozen, pracovala se Samanthou Carterovou při zkoumání zařízení.
 Plukovník Lionel Pendergast je plukovník USAF, který nahradil plukovníka Williama Ronsona na pozici velitele pozemské vesmírné lodi Prométheus. Poprvé se objevil v epizodě Časy se mění, část 1..
 Plukovník Paul Emerson je plukovník USAF a velitel pozemské vesmírné lodí Odyssey. Jeho první mise s Odyssey byla zachránit SG-1 z planety P6G-452. Velel Odyssey v boji s Ha'takem Ba'ala. Když byl Ha'tak zničen, věřil, že SG-1 byli zabiti, ale unikli přes hvězdnou bránu.

## Ostatní
Jacob Carter
 Major Paul Davis je důstojníkem se sídlem v Pentagonu a slouží jako vyslanec a konzultant SGC pro záležitosti týkajících se Hvězdné brány a vnitřní bezpečnosti.
 Nikolas Balard
 Adrian Conrad je bohatý podnikatel, kterého ztvárnil herec Bill Marchant. Je odhodlaný zdolat jakýmikoli prostředky nevyléčitelnou nemoc, kterou trpí, včetně využití regeneračních schopností Goa'uldů.
 Henry Hayes je prezidentem USA, kterého ztvárnil herec William Devane. Prezidentem se stal v epizodě Inaugurace.
 Ernest Littlefield
 Catherine Langfordová byla dcera archeologa profesor Paula Langforda, který v roce 1928 objevil hvězdnou bránu v Gize. Ztvárnily ji herečky Elizabeth Hoffman, Nancy McClure, Glynis Davies, Kelly Vint a ve filmu Hvězdná brána Viveca Lindfors.
 Julia Donovanová byla reportérkou TV zpravodajství, které byl povolen vstup do objektu, kde byla umístěna vesmírná loď Prométheus. Ztvárnila ji herečka Kendall Cross.
 Podplukovník Robert Samuels
 Pete Shanahan byl denverský policista, kterého ztvárnil herec David DeLuise. Pete Shanahan pracoval na případu v Colorado Springs, když jej jeho přítel Mark Carter seznámil se svou sestrou Samanthou Carterovou.
 Generál Maurice Vidrine dohlížel na vývoj a provoz pozemské flotily kosmických lodí postavené pomocí mimozemských technologií, včetně X-301 a BC-303. Ztvárnil jej herec Steven Williams.